# Monte Chiadenis
El Monte Chiadenis (Furlà: Cjadenis, que significa "cadenes") és una muntanya de 2.459 m de la serralada dels Alps Càrnics, situada entre les comuni de Sappada (regió del Vèneto) i de Forni Avoltri (regió de Friül-Venècia Júlia).
Durant la Primera Guerra Mundial (1915–1917) va ser un dels llocs amb ferotges lluites entre els alpini italianas i els Kaiserjäger austríacs.

## Classificació
Segons la SOIUSA, la classificació del Mont Chiadenis és la següent:
- Gran part: Alps orientals
- Gran sector: Alps del sud-est
- Secció: Alps Càrnics i del Gail
- Subsecció: Alps Càrnics
- Supergrup: Alps Càrnics occidentals
- Grup: Grup de Peralba-Rinaldo
- Subgrup: Massís Peralba-Avanza
- Codi: II/C-33.I-A.2.a